# Nils-Erik Emilsson
Nils-Erik Emilsson, född 7 april 1950 i Kristianopel, död 2 januari 2011, var en svensk medeldistanslöpare. Han tävlade för KA 2 IF.
Som junior vann Emilsson ungdoms-SM som 18-åring både på 400 meter och 800 meter. Som senior vann Emilsson totalt nio SM-medaljer varav fyra guld, det främsta på 800 meter 1971.